# NGC 150
NGC 150 est une galaxie spirale barrée située dans la constellation de Sculpteur. Elle a été découverte par l'astronome américain Lewis Swift en 1886.

## Caractéristiques
Sa vitesse par rapport au fond diffus cosmologique est de 1 303 ± 20 km/s, ce qui correspond à une distance de Hubble de 19,2 ± 1,4 Mpc (∼62,6 millions d'al).
À ce jour, 35 mesures non basées sur le décalage vers le rouge (redshift) donnent une distance de 19,291 ± 4,242 Mpc (∼62,9 millions d'al), ce qui est à l'intérieur des valeurs de la distance de Hubble.
La classe de luminosité de NGC 150 est II et elle présente une large raie HI. De plus, elle renferme des régions d'hydrogène ionisé. La luminosité de la NGC 150 dans l'infrarouge lointain (de 40 à 400 µm) est égale à 6,17 × 109 {\displaystyle L_{\odot }} (109,79{\displaystyle L_{\odot }}) et sa luminosité totale dans l'infrarouge (de 8 à 1 000 µm) est de 8,91 × 109 {\displaystyle L_{\odot }} (109,95{\displaystyle L_{\odot }}).

## Morphologie
NGC 150 a été utilisée par Gérard de Vaucouleurs comme une galaxie de type morphologique SB(s)b pec dans son atlas des galaxies,.
Eskridge, Frogel et Pogge ont publié un article en 2002 décrivant la morphologie de 205 galaxies spirales ou lenticulaires rapprochées. Les observations ont été réalisées dans la bande H de l'infrarouge et dans la bande B (le bleu). Selon Eskridge et ses collègues, NGC 150 est de type  SABb dans la bande B et de type  SBb dans la bande H. NGC 150 présente une forte barre. C'est une galaxie spirale de grand style à deux bras asymétriques qui débutent avant le point d'intersection avec la barre. Il existe dans la galaxie des régions de formation intense d'étoiles dans les zones près des contacts entre les bras et la barre. Le bras S.E bifurque juste au-delà du point de contact avec la barre et le bras N.O est plus linéaire que le bras S.E.

## Supernova
La supernova SN 1990K a été découverte le 25 mai dans NGC 150 par l'astronome amateur australien Robert Evans. Le type de cette supernova n'a pas été déterminé.

## Groupe de NGC 134
NGC 150 fait partie du groupe de NGC 134 qui comprend les galaxies NGC 115, NGC 131, NGC 134, NGC 148, NGC 150, PGC 2000, IC 1555 et PGC 2044. Les galaxies ESO 410-18 et IC 1554 mentionnées dans l'article d'A.M. Garcia correspondent respectivement à PGC 2044 et à PGC 2000. Selon le professeur Seligman, PGC 2000 n'est pas IC 1554 qui est un objet perdu ou inexistant.